# Naoto Yoshii
Naoto Yoshii (japanisch 吉井 直人 Yoshii Naoto; * 30. November 1987 in der Präfektur Hyōgo) ist ein ehemaliger japanischer Fußballspieler.

## Karriere
Yoshii erlernte das Fußballspielen in der Schulmannschaft der Kobe Koryo Gakuen High School und der Universitätsmannschaft der Osaka-Gakuin-Universität. Seinen ersten Vertrag unterschrieb er 2010 bei Kataller Toyama. Der Verein spielte in der zweithöchsten Liga des Landes, der J2 League. Für den Verein absolvierte er 43 Ligaspiele. 2014 wurde er an den Zweitligisten FC Machida Zelvia ausgeliehen. Für den Verein absolvierte er acht Ligaspiele. 2015 kehrte er zum Zweitligisten Kataller Toyama zurück. Für den Verein absolvierte er 28 Ligaspiele. Ende 2016 beendete er seine Karriere als Fußballspieler.